# La moglie del nemico pubblico
La moglie del nemico pubblico (Public Enemy's Wife) è un film del 1936 diretto da Nick Grinde.

## Trama
Per acciuffare un criminale la polizia inscena un finto matrimonio fra la sua ex moglie e un loro agente sperando che la gelosia lo faccia uscire allo scoperto. Le loro previsioni si riveleranno esatte, il gangster verrà ucciso in uno scontro a fuoco e il matrimonio verrà celebrato per davvero.